# Sebastián Piñera
Miguel Juan Sebastián Piñera Echenique (1. prosince 1949 Santiago de Chile – 6. února 2024) byl chilský politik, ekonom a podnikatel. Od 11. března 2010 do téhož data roku 2014 vykonával funkci prezidenta Chile, v roce 2017 byl pak do této funkce znovuzvolen, úřad zastával v letech 2018–2022.

## Život
V letech 1971–1988 vyučoval na univerzitách (Chilská univerzita, Chilská katolická univerzita a Univerzita Adolfa Ibáñeze). V letech 2001–2004 zastával úřad senátora za pravicovou stranu Renovación nacional. V lednu 2010 byl zvolen chilským prezidentem. Úřadu se ujal 11. března 2010 a stal se prvním demokraticky zvoleným pravicovým prezidentem Chile od pádu Pinochetovy diktatury.
Svým majetkem se řadil mezi nejmovitější Chilany a mezi tisícovku nejbohatších osob světa. Jeho jmění dosáhlo v roce 2012 podle odhadu časopisu Forbes 2,4 miliardy dolarů, v současné době bylo odhadováno na 2,7 miliardy dolarů.
Po konci svého prvního prezidentského mandátu v roce 2014 založil think-tank Fuerza Chile. Opětovně kandidoval na prezidenta v roce 2017 a v druhém kole voleb, konaném dne 17. prosince 2017, zvítězil, když porazil o úřad se ucházejícího chilského senátora Alejandra Guilliera, a stal se tak podruhé prezidentem země. Znovu kandidovat již nemohl, takže v úřadu skončil 11. března 2022, kdy ho vystřídal Gabriel Boric.
Sebastián Piñera byl ženatý a má čtyři děti. Jeho bratrem je ekonom José Piñera.
Zahynul při pádu vrtulníku do jezera Ranco 6. února 2024. Vrtulník typu Robinson R44 pilotoval sám Piñera. Ostatní tři cestující se dokázali z vraku vyprostit a zachránili se.

## Vyznamenání

### Chilská vyznamenání
- velmistr Řádu Bernarda O'Higginse – 2010 až 2014 a od 2018
- velmistr Řádu za zásluhy – 2010 až 2014 a od 2018

### Zahraniční vyznamenání
- velkokříž s řetězem Řádu Isabely Katolické – Španělsko, 4. března 2011[9]
- velkodůstojník Řádu Manuela Amadora Guerrera – Panama, 2013
- velkokříž s diamanty Řádu peruánského slunce – Peru, 2014[10]
- Velkokříž Řádu svatého Olafa – Norsko, 27. března 2019[11]